# Луганська сільська рада (Петрівський район)
| Луганська сільська рада — колишній орган місцевого самоврядування у Петрівському районі Кіровоградської області з адміністративним центром у с. Луганка. Сільській раді підпорядковані населені пункти: - с. Луганка - с. Братське |

## Склад ради
Рада складалася з 16 депутатів та голови.

### Керівний склад ради
| ПІБ                      | Основні відомості                                                         | Дата обрання | Дата звільнення |
| ------------------------ | ------------------------------------------------------------------------- | ------------ | --------------- |
| Копань Іван Іванович     | Сільський голова, 1960 року народження, освіта                            | 26.03.2006   | 31.10.2010      |
| Соботюк Олексій Іванович | Сільський голова, 1954 року народження, освіта вища, член народної партії | 31.10.2010   |                 |

Примітка: таблиця складена за даними джерела

## Населення
Згідно з переписом УРСР 1989 року чисельність наявного населення сільської ради становила 1480 осіб, з яких 703 чоловіки та 777 жінок.
За переписом населення України 2001 року в сільській раді мешкали 1583 особи.

### Мова
Розподіл населення за рідною мовою за даними перепису 2001 року:
| Мова       | Відсоток |
| ---------- | -------- |
| українська | 93,56 %  |
| російська  | 3,66 %   |
| молдовська | 1,26 %   |
| білоруська | 0,13 %   |
| польська   | 0,06 %   |
| інші       | 1,33 %   |